# Lijst van Eerste Kamerleden voor de KVP
Een overzicht van alle Eerste Kamerleden voor de Katholieke Volkspartij (KVP).
| Eerste Kamerlid                 | Begindatum        | Einddatum         |
| ------------------------------- | ----------------- | ----------------- |
| Marius van Amelsvoort           | 16 september 1969 | 9 mei 1971        |
| Ton Barge                       | 22 december 1945  | 20 oktober 1949   |
| Leo Beaufort                    | 25 augustus 1948  | 5 november 1956   |
| Leo Beaufort                    | 26 februari 1957  | 19 september 1960 |
| Leo Beaufort                    | 27 december 1960  | 4 juni 1963       |
| Bernard Berger                  | 23 juli 1946      | 14 juli 1952      |
| Henri Blomjous                  | 22 december 1945  | 22 juli 1946      |
| Jan van den Brink               | 22 december 1945  | 20 januari 1948   |
| Jan van den Brink               | 27 juli 1948      | 6 augustus 1948   |
| Adrianus Cornelis de Bruijn     | 22 december 1945  | 1 september 1952  |
| Flip van Campen                 | 28 mei 1957       | 3 mei 1967        |
| Toon Coenen                     | 20 september 1966 | 9 mei 1971        |
| Piet Coppes                     | 29 november 1966  | 9 mei 1971        |
| Albertus Johannes Copraij       | 16 september 1969 | 9 mei 1971        |
| Dien Cornelissen                | 16 september 1969 | 15 september 1971 |
| Johannes Deckers                | 2 november 1949   | 30 april 1951     |
| Jo Derksen                      | 15 juli 1952      | 4 juni 1963       |
| Jo Derksen                      | 11 juni 1963      | 15 mei 1965       |
| Jos Ensinck                     | 5 juni 1963       | 9 mei 1971        |
| Albertus Nicolaas Fleskens      | 22 december 1945  | 22 juli 1946      |
| Jo Franssen                     | 16 september 1969 | 19 september 1977 |
| Netty van Gent-de Ridder        | 15 februari 1977  | 19 september 1977 |
| Jos Gielen                      | 3 juli 1956       | 19 september 1966 |
| Arie de Goeij                   | 3 maart 1953      | 14 juni 1954      |
| Jacques Gooden                  | 5 juni 1963       | 19 september 1977 |
| Leonard de Gou                  | 20 september 1955 | 4 juni 1963       |
| Gerard Groeneveld               | 16 september 1969 | 2 januari 1970    |
| Antoine Hennekens               | 2 mei 1962        | 4 juni 1963       |
| Mattheüs van der Himst          | 21 oktober 1952   | 19 september 1955 |
| Theo Hooij                      | 6 november 1956   | 19 september 1966 |
| René Höppener                   | 5 juni 1963       | 15 september 1969 |
| Louis Horbach                   | 16 september 1969 | 16 september 1974 |
| Charles Hustinx                 | 22 december 1945  | 22 juli 1946      |
| François Janssen                | 22 december 1945  | 22 juli 1946      |
| C.H.J.A. Janssen de Limpens     | 22 december 1945  | 26 juli 1948      |
| Piet de Jong                    | 11 mei 1971       | 16 september 1974 |
| Joop Kaulingfreks               | 24 augustus 1971  | 19 september 1977 |
| Piet Kerstens                   | 23 juli 1946      | 14 juli 1952      |
| Hans Kolfschoten                | 23 juli 1946      | 26 juli 1948      |
| Hans Kolfschoten                | 12 juli 1949      | 14 juli 1952      |
| Jan Koops                       | 6 november 1956   | 4 juni 1963       |
| Evert Kraaijvanger              | 23 juli 1946      | 5 november 1956   |
| Evert Kraaijvanger              | 13 november 1956  | 9 mei 1971        |
| Cor Kropman                     | 22 december 1945  | 4 juni 1963       |
| Gerard van der Kruijs           | 11 mei 1971       | 16 september 1974 |
| Bert van Kuik                   | 11 mei 1971       | 19 september 1977 |
| Henk J. Kuiper                  | 13 december 1949  | 17 september 1951 |
| Henk Letschert                  | 9 januari 1968    | 19 september 1977 |
| Hendricus Martinus van Lieshout | 6 augustus 1946   | 9 mei 1971        |
| Willy Lockefeer                 | 16 september 1969 | 9 mei 1971        |
| Ko Luijckx-Sleyfer              | 6 november 1956   | 19 september 1960 |
| Frans van der Maden             | 5 juni 1963       | 19 september 1977 |
| Hein Maeijer                    | 21 september 1971 | 16 september 1974 |
| Jan Maenen                      | 18 oktober 1955   | 12 maart 1962     |
| Jan Maenen                      | 11 mei 1971       | 16 september 1974 |
| Chris Matser                    | 6 november 1956   | 25 juni 1969      |
| Pieter van Meeuwen              | 6 november 1956   | 15 september 1969 |
| Gérard Mertens                  | 15 juli 1952      | 15 september 1969 |
| Gérard Mertens                  | 17 oktober 1969   | 19 september 1977 |
| George Michiels van Kessenich   | 22 december 1945  | 22 juli 1946      |
| Toon Middelhuis                 | 20 september 1955 | 9 mei 1971        |
| Jan van de Mortel               | 22 december 1945  | 20 december 1947  |
| Jan Niers                       | 20 september 1960 | 4 juni 1963       |
| Jan Niers                       | 11 juni 1963      | 9 mei 1972        |
| Herman Nijkamp                  | 22 december 1945  | 5 november 1956   |
| Otto van Nispen tot Pannerden   | 20 september 1960 | 15 februari 1964  |
| Jan de Quay                     | 25 juni 1963      | 21 november 1966  |
| Jan de Quay                     | 13 juni 1967      | 15 september 1969 |
| Kees Raedts                     | 5 juni 1963       | 15 september 1969 |
| Louis Regout                    | 27 juli 1948      | 2 juli 1956       |
| Louis Regout                    | 31 juli 1956      | 4 juni 1963       |
| Jan Reijnen                     | 16 mei 1972       | 19 september 1977 |
| Alphons Roebroek                | 15 juli 1952      | 4 juni 1963       |
| Harmannus Rottinghuis           | 5 februari 1957   | 4 juni 1963       |
| Gustave Ruijs de Beerenbrouck   | 27 juli 1948      | 21 september 1955 |
| Willem Russell                  | 11 mei 1971       | 16 september 1974 |
| Maan Sassen                     | 15 juli 1952      | 5 november 1956   |
| Maan Sassen                     | 13 november 1956  | 4 februari 1958   |
| Cees Schelfhout                 | 16 september 1969 | 27 juli 1971      |
| Norbert Schmelzer               | 11 mei 1971       | 5 juli 1971       |
| Jan Willem Schneider            | 23 juli 1946      | 26 juli 1948      |
| Antonius Johannes Schoemaker    | 22 december 1945  | 22 juli 1946      |
| Wim Schuijt                     | 24 augustus 1971  | 19 september 1977 |
| Nico Schuurmans                 | 17 februari 1953  | 19 september 1955 |
| Nico Schuurmans                 | 6 november 1956   | 15 september 1969 |
| Willem Ewald Siegmann           | 5 juni 1963       | 30 november 1967  |
| Fons van der Stee               | 11 mei 1971       | 13 juli 1971      |
| Piet Steenkamp                  | 22 juni 1965      | 16 september 1974 |
| Piet Steenkamp                  | 24 september 1974 | 19 september 1977 |
| Alphonse Steinkühler            | 23 juli 1946      | 9 november 1952   |
| Jacobus Gerardus Stokman        | 5 juni 1963       | 15 september 1969 |
| Jan Teijssen                    | 4 maart 1958      | 19 september 1977 |
| Frits Terwindt                  | 5 juni 1963       | 9 mei 1971        |
| Frits Terwindt                  | 24 augustus 1971  | 19 september 1977 |
| Frans Teulings                  | 27 juli 1948      | 20 september 1949 |
| Frans Teulings                  | 15 juli 1952      | 3 mei 1957        |
| Theo Thurlings                  | 6 november 1956   | 19 september 1977 |
| Huub van Velthoven              | 23 juli 1946      | 15 september 1969 |
| Wim Vergeer                     | 11 mei 1971       | 19 september 1977 |
| Harrie Verheij                  | 18 februari 1948  | 3 januari 1953    |
| Harrie Verheij                  | 6 juli 1954       | 2 juli 1956       |
| Herman van Voorst tot Voorst    | 23 juli 1946      | 31 mei 1949       |
| Jan de Vreeze                   | 30 september 1975 | 19 september 1977 |
| Nico Vugts                      | 25 februari 1964  | 31 januari 1977   |
| Lucie Vuylsteke                 | 5 juni 1963       | 15 september 1969 |
| Charles Welter                  | 22 december 1945  | 22 juli 1946      |
| René Wijers                     | 4 februari 1948   | 26 juli 1948      |
| René Wijers                     | 30 mei 1951       | 17 september 1951 |
| Frans Wijffels                  | 22 december 1945  | 26 juli 1948      |
| Petrus Johannes Witteman        | 22 december 1945  | 22 juli 1946      |
| Petrus Johannes Witteman        | 25 augustus 1948  | 4 juni 1963       |
| Dick de Zeeuw                   | 3 maart 1970      | 17 augustus 1975  |
| Jos Zegers                      | 6 november 1956   | 4 juni 1963       |